# Dana Ptáčková
Dana Ptáčková (nacida el 28 de mayo de 1952 en Olomouc) es una exjugadora de baloncesto checoslovaca. Consiguió 6 medallas en competiciones oficiales con Checoslovaquia.